# Керамогранит

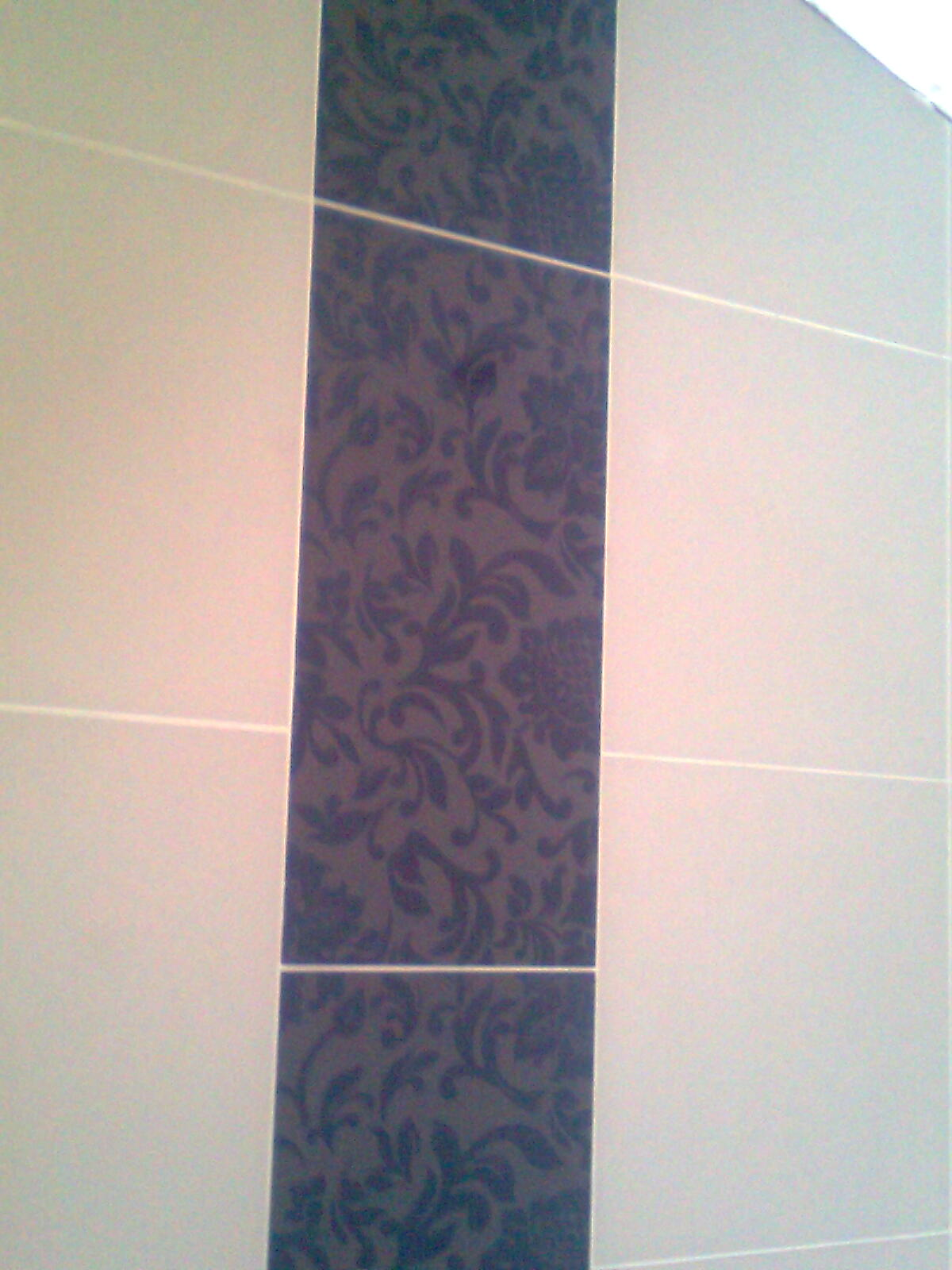
Керамогранит

Керамогранит (керамический гранит, керогранит) — искусственный отделочный материал, очень прочный и твёрдый, имитирующий натуральный камень. Вопреки названию, не содержит гранит в своём составе, но похож на него по физическим свойствам.
Производится методом полусухого прессования из пресс-порошка при давлении 400—500 кг/см², с последующим обжигом при температуре 1200—1300 °C. Пресс-порошок, в свою очередь, получают из шликера, который представляет собой тщательно гомогенизированную смесь сырьевых компонентов: беложгущиеся глины и каолины (шамот), кварцевый песок, плавни (полевые шпаты и пегматиты), вода.
Изначально керамогранит появился как плитка для технического применения (для устройства полов в помещениях с существенными нагрузками, например в общественных местах и в зданиях промышленных предприятий). За последние 15 лет прибавились новые виды плитки. Зачастую базовая смесь окрашивается путём введения в неё окрашивающих окислов, которые хорошо диспергируют при обжиге в полурасплавленной массе.

Применяется керамогранит в качестве отделки современных зданий и строений, в качестве отделочного материала, а также на фасадах и внутренней отделке при обустройстве полов и стен.
Для укладки керамогранита необходимо использовать только специализированные клеевые составы.

## Свойства
Уникальные эксплуатационные свойства керамогранита позволяют использовать его для облицовки фасадов и для внутренней отделки.
Керамогранит долговечен и прочен, низкая подверженность механическим повреждениям, царапинам, истиранию.
Керамогранит не подвержен разрушению от влажности и перепадов температуры.
Керамогранит, уложенный с соблюдением технологии укладки, превосходно держится на стенах и на полу на протяжении длительного срока.
Эстетические качества керамогранита позволяют реализовывать самые смелые дизайнерские решения для любого интерьера или фасада, этому также способствует богатая палитра цветов и фактур.
Благодаря технологии производства керамогранит обладает следующими техническими характеристиками:
- низкое водопоглощение (<0,05 % по массе[По массе или объему керамогранита?] , тогда как у натурального гранита 5 %) и, как следствие, морозостойкость. Однако низкое водопоглощение керамогранита приводит к тому, что на морозе плитки, уложенные на цементную смесь, отслаиваются. Поэтому укладка плиток из керамогранита на цементную подушку осуществляется только в помещениях, а вне их керамогранит используется с металлоконструкциями либо со специализированными клеевыми составами.
- стойкость к воздействию химических веществ;
- глубина цвета и рисунка;
- ударная прочность и прочность на изгиб;
- стойкость к «термическому шоку» (перепаду температур);
- постоянство цвета под воздействием внешних факторов;
- возможность производства твёрдой структурной поверхности, обладающей антискользящими свойствами (использовать на улице).
- нулевая паропроницаемость, включая пары самых разных химических соединений, что позволяет как защищать от водяных паров конструкции за керамогранитом, так и блокировать эмиссию вредных химических веществ из глубины конструкций (формальдегид из фанеры или OSB, стирол из пенопласта, аммиак из железобетона и т. д.)

В процессе укладки природный камень и керамогранит ведут себя немного по-разному. При схватывании клеевого раствора с природным камнем клей, проникая в поры и микротрещины, может вызвать на поверхности материала сквозное проступание пятен, избавиться от которых будет практически невозможно. Керамогранит лишен подобного недостатка. При этом микротрещины есть у любых природных камней, включая драгоценные.
Некоторые производители разработали для своего керамогранита антибактериальное покрытие, включающее в себя ионы серебра, что уменьшает размножение бактерий[значимость факта?].

## Виды керамогранита
На сегодняшний день различают несколько видов керамогранита:
- Технический керамогранит напоминает обычный природный гранит. Невзыскателен с виду, но технологичен, относительно дёшев и сохраняет свой внешний вид десятилетиями, даже при интенсивном истирающем воздействии ногами.
- Глазурованный керамогранит — это керамогранит, на который была нанесена глазурь с последующим обжигом для закрепления. Как правило, глазурованный керамогранит прочнее и надёжнее напольной керамической плитки, однако при длительном и интенсивном использовании теряет свой вид, как и в случае с керамической плиткой, поэтому его обычно используют для помещений и установки в местах, которые не подвергаются интенсивному механическому воздействию.
- Матовый керамогранит — неполированный керамогранит.
- Полированный керамогранит — как правило, это керамогранит, отполированный до зеркального блеска. Из-за длительности и сложности процесса полировки камня полированный керамогранит обычно дороже матового (но выглядит намного эффектней). В процессе истирания слой полировки обычно грубеет, и полированный керамогранит превращается в матовый. Кроме того, поскольку полировка «вскрывает» до того закрытые поры, полированный керамогранит окрашивается пигментными красителями, в том числе загрязнениями, что проявляется иногда прямо при затирке швов — остатки затирки остаются в порах, и это видно. Поэтому полированный керамогранит покрывают лаком при изготовлении, а если нет (очень нередко), рекомендуется сразу после облицовки покрывать его лаком, воском и тому подобным.
- Структурированный керамогранит, или керамогранит с рельефной поверхностью. Некоторые виды такого керамогранита имитируют деревянный паркет (тогда он называется «керамический паркет»). Современные технологии позволяют массовым производителям воспроизводить структуру и вид, например, натурального камня. Также встречается структурированный керамический гранит «под ткань», «под натуральную кожу», а также керамогранит с рельефными рисунками. Способы обработки такого гранита достаточно разнообразны — от травления до нанесения сусального золота.
- Сатинированный (или «обработанный воском») керамогранит. Перед обжигом на поверхность может наноситься слой минеральных солей. Поверхность получается слегка блестящей, «мягкой», но является натуральной, механически не обработанной и не такой скользкой, как полированная. Такая поверхность является декоративной и не держит значительных нагрузок.
- Лаппатированный («притёртый» — в переводе с итальянского), имеющий комбинированную неоднородную фактуру: наполовину матовую, наполовину полированную. Изготавливают способом поверхностной шлифовки, который обеспечивает эффект полуполированной поверхности. Технология лаппатирования — ноу-хау итальянских производителей, получила в настоящее время широкое применение. В процессе обработки материала используют особые камни для шлифовки. Процесс шлифовки занимает немного меньше времени, чем полированного. Обработку выполняют до такого состояния, когда плитка ещё не приобрела яркого сплошного блеска. В итоге внешняя сторона полученного керамогранита состоит из различных участков: необработанных, глянцевых и шероховатых. В отличие от полированного, с поверхности материала при обработке срезается меньший слой, что и повышает износоустойчивость керамогранита. Используется для отделки полов помещений с большой проходимостью: общественных местах, конторах, торговых центрах и так далее.
- Двойная засыпка — технология производства керамогранита, благодаря которой верхний слой плитки (около 3 мм) выполнен из необходимых цветов, а нижний (основной) из того же материала, только неокрашенного. Этот метод целесообразно использовать для насыщенно ярких, самых редких и дорогих цветов. Например таких, как красный, оранжевый, синий, зелёный, жёлтый. При этой технологии сохраняются все технические характеристики керамогранита, при этом существенная экономия идёт за счёт нижнего слоя. Показатель износостойкости остаётся тем же, что и на плитке, прокрашенной на полную массу. Используется в местах с большой проходимостью людей и принципиально отличается от глазурованного керамогранита.

Встречаются и другие виды поверхности, например, рустованная (необработанный камень), полуполированная или противоскользящая.

## Классификация керамогранита

### Размеры
Наиболее востребованные размеры керамогранита — это 30×30, 45×45, 60×60, 60×120 см. В настоящее время существует огромное количество размеров для любых целей (15×15, 15×30, 20×20, 30×45, 30×60, 40×40, 120×15, 120×30, 120×40, 120×120 см). Самый большой размер, использующихся для облицовки фасадов зданий — 120×360 см (тонкий керамогранит). Самый маленький размер из стандартных — 5×5 см. Любой размер можно получить с помощью гидроабразивной резки.
Ректификация — это процесс обрезки краёв плитки на специальном оборудовании. В процессе обжига края керамической плитки или керамогранита немного деформируются, так что даже внутри одной и той же коллекции отдельные плитки будут немного отличаться друг от друга. Если обратить внимание на технические характеристики любой качественной плитки, в них будут указаны два параметра: размер и калибр. Калибр и представляет собой допустимые расхождения в размерах отдельных плиток, обычно составляющие 3-5 мм, поэтому визуально не слишком заметные. Если плитка прошла ректификацию, таких отклонений не будет и размеры совпадут идеально.

### Толщина
Для напольного покрытия из керамогранита не имеет никакого значения толщина плиток. Правильно уложенная плитка из керамогранита минимальной толщины (3 мм) по прочности ничем не отличается от покрытия из плиток толщиной 30 мм. Керамогранит толщиной 8,6 мм выдерживает нагрузку 200 кг/см2. Максимальной толщиной для керамогранита принято считать
3 см.
В соответствии со сводом правил СП 29.13330.2011 «Полы. Актуализированная редакция СНиП 2.03.13-88», таблица 2, п. 10, толщину плит покрытий пола из керамогранита, следует принимать не менее 8 мм, при минимально возможной интенсивности механического воздействия на пол.

### Область применения
Керамогранит применяется для отделки полов и стен как внутри, так и снаружи помещений. Он считается идеальным напольным покрытием для помещений с высокой проходимостью — торговых комплексов, магазинов, метро, кинотеатров, вокзалов, аэропортов.
Керамогранит используют в частных интерьерах при отделке холлов, прихожих, кухонь, коридоров, а также для облицовки ванных комнат и бассейнов, полов и стен в рабочих зонах кафе и ресторанов, на автомойках, в мастерских, гаражах, химлабораториях.
Керамогранит используется в качестве облицовки в фасадных системах, в частности, в вентилируемых фасадах.